# Gunda Leschber
Gunda Leschber (* 1958 in Berlin-Buckow) ist eine deutsche Thoraxchirurgin in Berlin. Sie war in Deutschland die erste Chefärztin einer thoraxchirurgischen Klinik.

## Leben
Gunda Leschber ist Tochter des Chemikers Reimar Leschber. Ab 1977 studierte  sie an der Freien Universität Berlin Medizin. 1980/81 war sie an der Universität Tours. 1984 approbiert, begann sie die ärztliche Ausbildung 1984/85 als Assistenzärztin am Institut für Pathologie des Krankenhauses Neukölln. 1985 wurde sie zur Dr. med. promoviert. Es folgten zwei chirurgische Stationen an der Tufts University und am Veterans Administration Hospital in Boston. Chirurgische Assistenzärztin war sie 1988–1994 im Universitätsklinikum Düsseldorf und am Berliner Sankt-Gertrauden-Krankenhaus. An der Lungenklinik Heckeshorn spezialisierte sie sich auf die Thoraxchirurgie. Nach drei Jahren ging sie 1997 als Leitende Oberärztin an die Lungenklinik Hemer. Die Evangelische Lungenklinik Berlin wählte sie 2003 zur Chefärztin der Klinik für Thoraxchirurgie. Sie war die erste Chefärztin einer Thoraxchirurgie in Deutschland und zwölf Jahre lang die einzige. Im Jahr 2021 ging sie in den Ruhestand.

## Fachgesellschaften und Veröffentlichungen

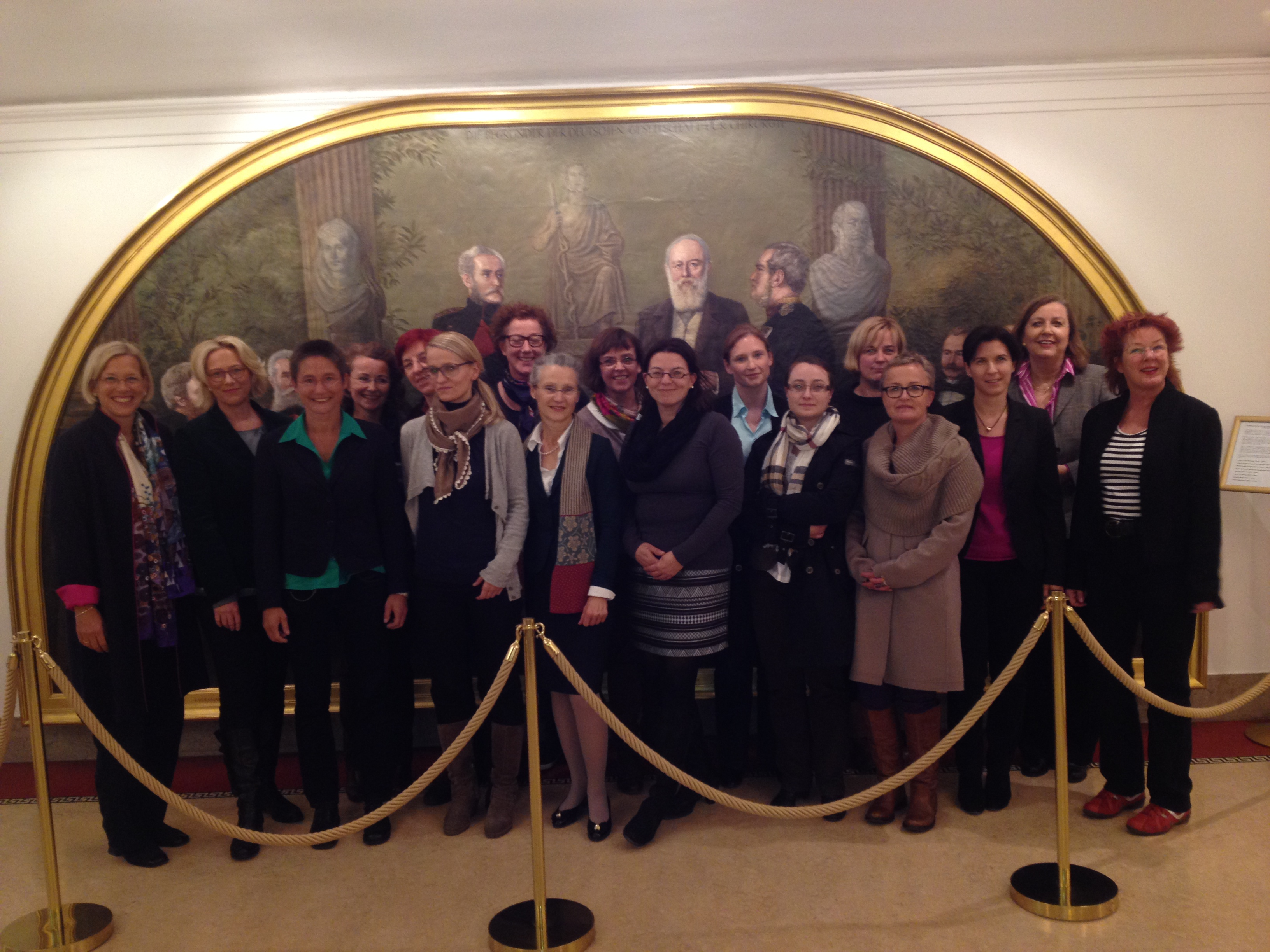
Teilnehmerinnen des Seminars Chirurginnen auf dem Weg nach oben (2012)

Sie ist Mitglied der Deutschen Gesellschaft für Chirurgie, der Deutschen Krebsgesellschaft, der Deutschen Gesellschaft für Plastische und Wiederherstellungschirurgie, der Berliner Chirurgischen Gesellschaft, des Deutschen Ärztinnenbundes und des Marburger Bundes. 2006 gründete sie die Sektion „FiT“ (Frauen in der Thoraxchirurgie) der Deutschen Gesellschaft für Thoraxchirurgie, deren Sprecherin sie lange war. Ihr Engagement für Frauen in der Chirurgie begann 2007 als „Vertreterin der Chirurginnen“ im Präsidium vom Berufsverband Deutscher Chirurgen. Fortgesetzt hat sie es mit Führungsseminaren „Chirurginnen auf dem Weg nach oben“, die seit 2012 ununterbrochen laufen. Sie war auch Teil der Kampagne „Nur Mut – ChirurgIn“. 2015 wurde sie in den Ehrenrat des BDC berufen und mit der Wolfgang-Müller-Osten-Medaille geehrt. Seit 2007 im Vorstand der European Society of Thoracic Surgeons, war sie 2010/11 die erste (und bislang einzige) Präsidentin. Als sie 2012/13 Direktor für auswärtige Beziehungen war, begeisterte sie asiatische Kollegen (besonders aus Japan und China) für die ESTS, was zu einem enormen Anwachsen der Mitgliederzahl führte. Seit 2011 ist sie Mitglied der Women in Thoracic Surgery der Society of Thoracic Surgeons (USA). Als Kongresspräsidentin organisierte sie 2015 den Jahreskongress der Deutschen Gesellschaft für Thoraxchirurgie (DGT) in Berlin. Unter deutschen Thoraxchirurgen ist sie die einzige deutsche Thoraxchirurgin, die in die American Association for Thoracic Surgery aufgenommen wurde. 2012 bis 2014 saß sie im  International Advisory Committee der AATS. Das Zertifikat „Spezielle Thoraxchirurgie“ der DGT wurde ihr 2015 zuerkannt. Sie initiierte die Kinderbetreuung beim Deutschen Chirurgenkongress, was von der damaligen Gesundheitsministerin Ursula von der Leyen als großer Fortschritt gewertet wurde und mittlerweile Standard ist. Sie ist Mentorin für junge Chirurginnen und hat das Projekt „Pro Quote Medizin“ von Anbeginn (2013) unterstützt. 2014 war sie Gastprofessorin am Toronto General Hospital. 2020 war sie in Boston der erste virtuelle David Sugarbaker Harvard Visiting Professor at the Brigham and Women Hospital. 2021 hat sie die ESTS Women in General Thoracic Surgery mitbegründet. Sie ist seither auch Mitglied bei Die Chirurginnen e.V. und wurde dort im April 2023 Ehrenmitglied.

### Gremien
- 2007–2012 Vorsitzende der Projektgruppe „Lungenkarzinom“ des Tumorzentrums Berlin
- 2007–2016 Stellvertretende Vorsitzende des Tumorzentrums im Helios Klinikum Berlin-Buch
- 2011–2016 Vorstandsmitglied des Tumorzentrums Berlin
- 2013–2016 Mitglied des UICC TNM Expert Panel for Lung Cancer
- Beirat der Chirurgische Allgemeine

### Buchbeiträge
- ESTS Textbook of Thoracic Surgery
- Shield´ s General Thoracic Surgery

### Reviewer
- European Journal of Cardiothoracic Surgery
- Interactive Cardiovascular and Thoracic Surgery

## Auszeichnungen
- Wolfgang-Müller-Osten-Medaille (2015)